# جيلينيا جورا
جيلينيا جورا (بالإنجليزية: Jelenia Góra)‏ هي مدينة، تتبع محافظة سيليزيا السفلى، هي عاصمة Karkonosze County ‏، بلغ عدد سكانها 84306 نسمة، في 2010، تبلغ مساحتها 109.2 كيلومتر مربع.

## معرض صور

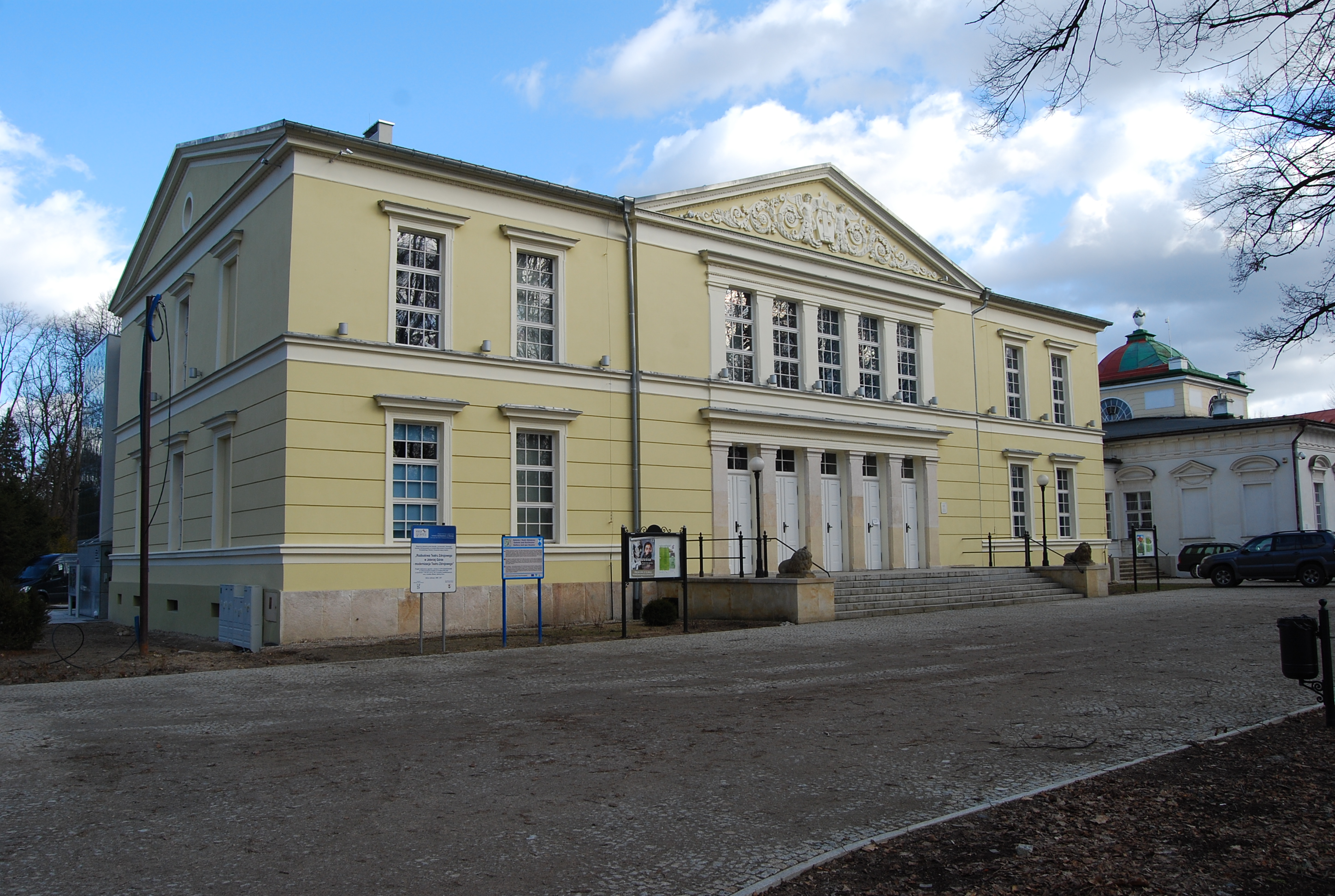
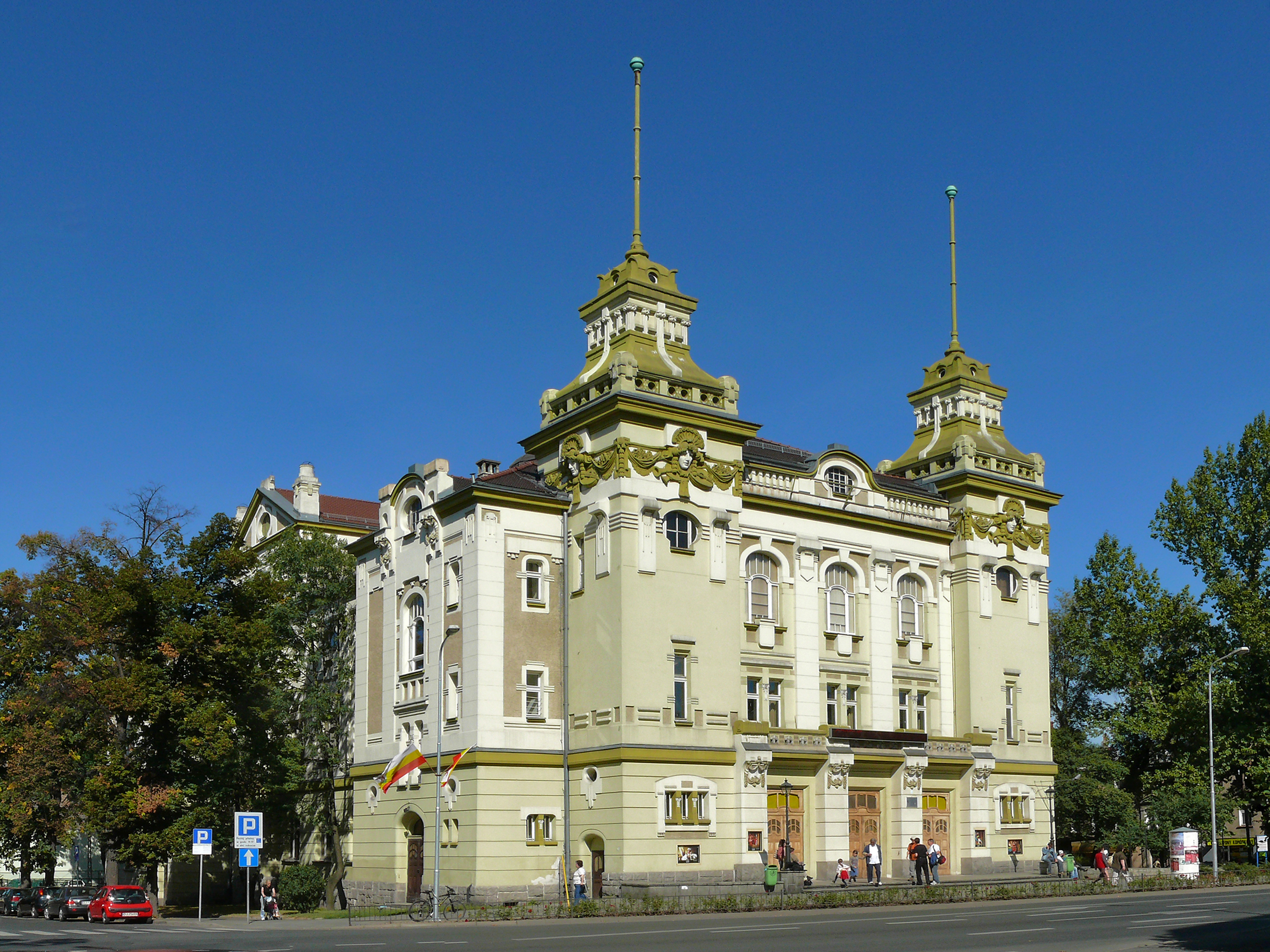
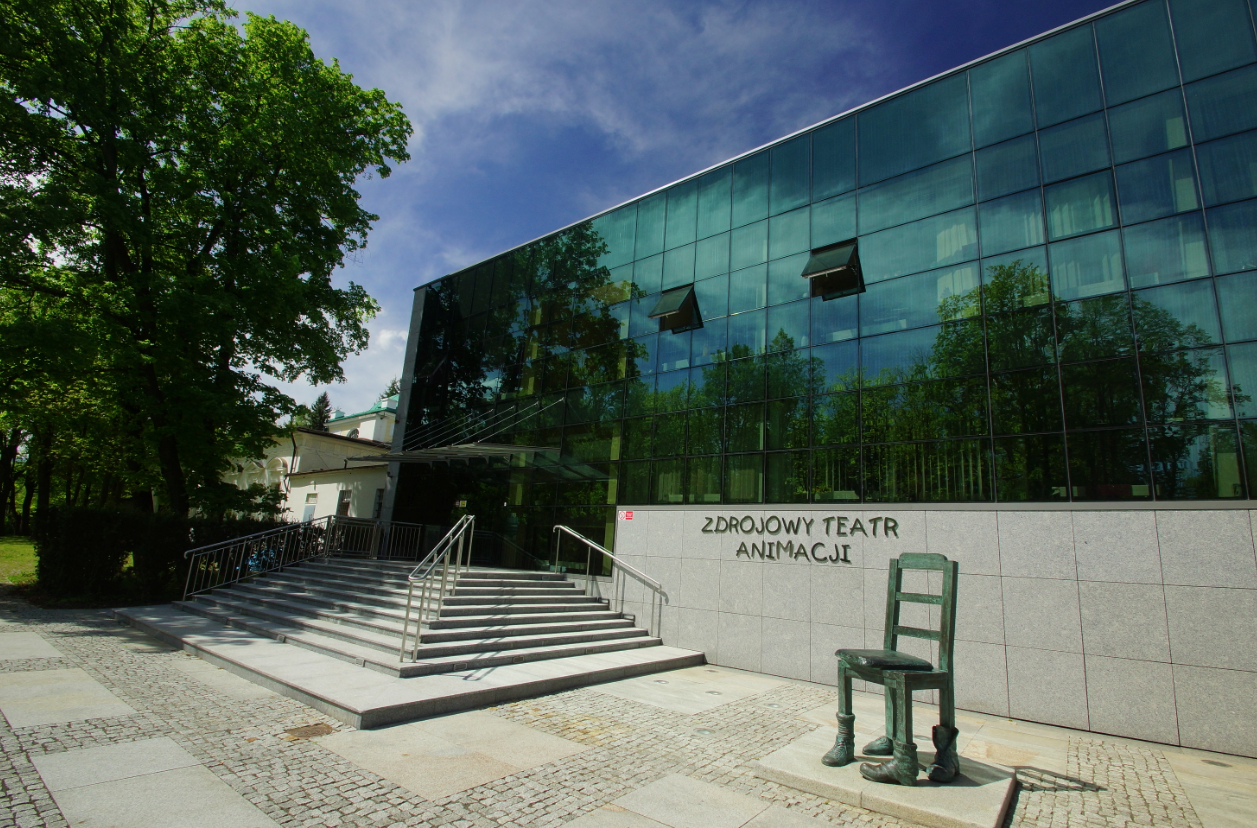
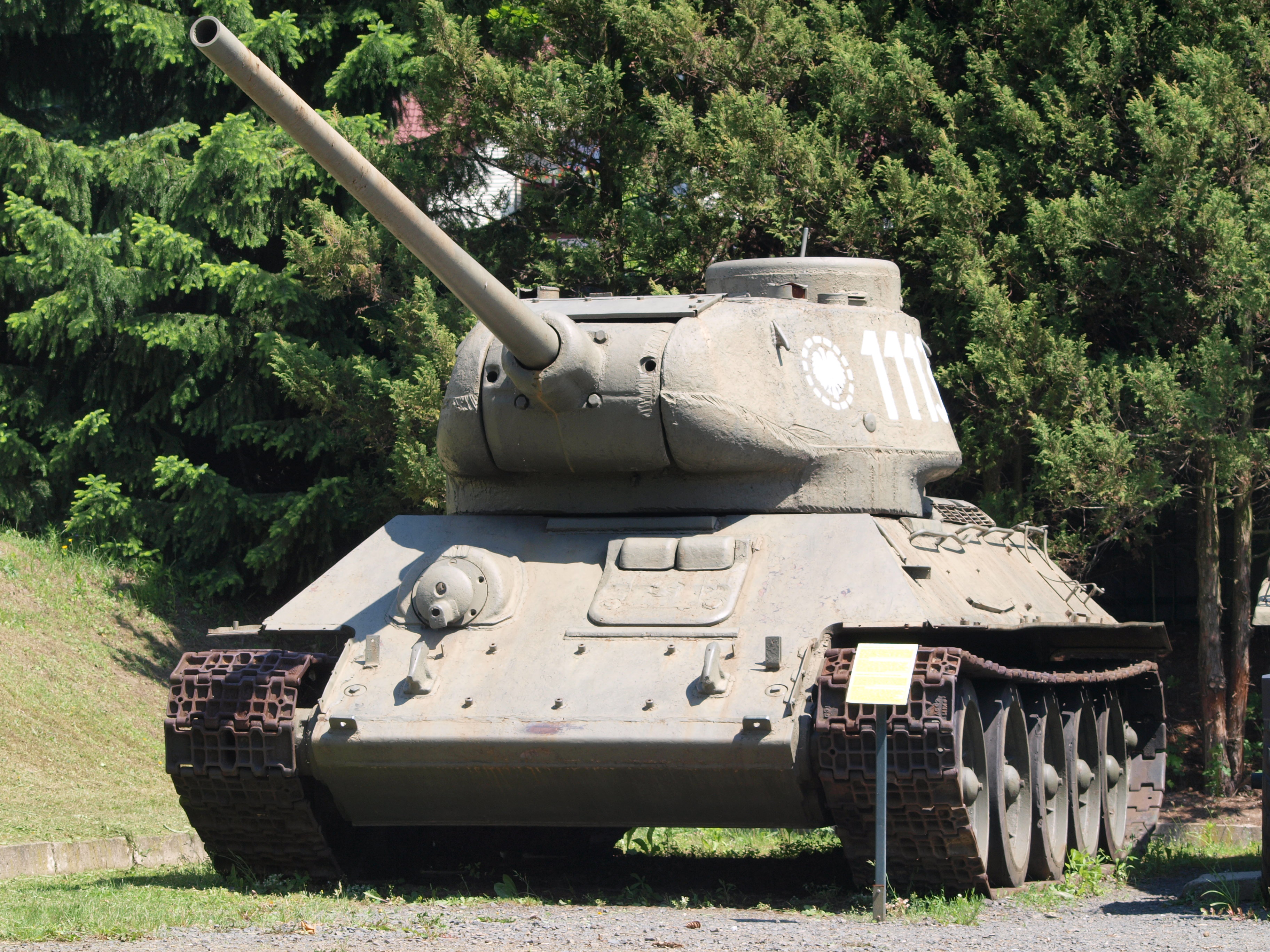

## الموقع
تشترك في الحدود مع:
- Špindlerův Mlýn [الإنجليزية]‏.

## مدن توأم
المدن التوأم:
- باوتسن
- تشرفيا
- ارفت اشتات
- فالكياكوسكي.

## أعلام
- روث براي
- ويلهلم ريختر
- أجنيشكا كوسيلا
- هيرمان جويدشي
- إيزابيلا برودزينيكا
- ديفيد غريغور كورنر
- فريدريش فون بيرناردي